# Krajina posedlá tmou
Krajina posedlá tmou (1964) je písnička Jiřího Suchého na melodii Jiřího Šlitra a jedna z nejznámějších písní, které sám Jiří Suchý nazpíval.
Na rozdíl od většiny písniček Suchého a Šlitra, neměla Krajina posedlá tmou premiéru na divadle, ale byla natočena v rámci televizního Recitalu S + Š (1965), kam byla nasazena jako jediná novinka, jinak zde zazněly vybrané písničky z představení Recital 64.
Ještě před tím ale byla písnička 20. února 1965 nahrána ve studiu Kobylisy, nazpíval ji Jiří Suchý se Sborem Lubomíra Pánka, hudbu nahrál Ferdinand Havlík se svým orchestrem. Vyšla na singlu Supraphonu č. 013826 spolu s písničkou Co se ve městě povídá z televizního filmu Magnetické vlny léčí a na dvou reklamních singlech spolu s písničkou Tra la la (SP 20268 a 20269).
Písnička v roce 1966 zazněla také v rozhlasovém pořadu Gramotingltangl č. 205.
Na konci 80. let Jiří Suchý nazpíval novou verzi s C & K Vocalem pro album Evergreeny ze Semaforu vydané Pantonem. Písnička se také objevila ve filmu Jonáš a Melicharová (1986).
V roce 2019 vyšlo album Jiří Šlitr v soukromí i jinde, kde je několik bonusových Šlitrových domácích demosnímků, mezi nimi i Krajina posedlá tmou zpívaná beze slov.
Vlastní verzi písničky nahrála skupina Kazety na album For Semafor (2009). Píseň s Jiřím Suchým v roce 2024 nazpívala i skupina 4 Tenoři a vydala ji na album Příběh, právě píseň Krajina posedlá tmou byla prvním singlem alba.

## Nahrávky
- údajně 1963,[2] domácí demosnímek, hraje na klavír a zpívá Jiří Šlitr
  - CD Jiří Šlitr v soukromí i jinde, 2019
- 20. února 1965, Studio Kobylisy, zpívá Jiří Suchý a Sbor Lubomíra Pánka, hraje Ferdinand Havlík se svým orchestrem
  - SP 013826, 20268 a 20269
  - GL 4. album Supraphonu (2LP, DM 10185-6), 1965 – pouze fragment skladby
  - LP Plná hrst písniček / Hraj, hraj, hraj, 1965
  - CD To nejlepší, 1999
  - CD Největší hity, 2005
  - CD Semafor – léta šedesátá, 2011
  - CD Retro Stereo Párty, 2015
- 16. dubna 1965, studio Alfa - Lo, zpívá Jiří Suchý a Sbor Lubomíra Pánka, hraje Skupina Jiřího Bažanta (Ladislav Štaidl – kytara, Stanislav Zeman – kontrabas, Karel Turnovský – bicí, Jiří Bažant – klavír) – nahrávka pro Recital S + Š
  - CD Kdykoliv, kdekoliv – Zlatá kolekce, 2016
- 31. května 1987, studio Smetanova divadla, zpívá Jiří Suchý a C & K Vocal, hraje Orchestr Ferdinanda Havlíka
  - LP a MC Evergreeny ze Semaforu, 1988
  - CD Semafor Komplet 70. a 80. léta, 2012

## Obrazové záznamy
- Recital S + Š, 1965
  - DVD Největší hity, 2005
  - 2DVD 93 největších hitů, 2010
  - 2DVD Největší hity 1+2, 2016

## Knižní vydání textu písně
- Pro kočku, 1968 – strana 45
- Písničky, 1969 – strana 170
- Pět strun úplně stačí, 1988
- zpěvník Píseň o rose, 1993 – strana 67
- Encyklopedie Jiřího Suchého, svazek 4, písničky, 2000 – strana 235
- Velký zpěvník Semaforu, vydáno 2019